# Hamns Bosskär
Hamns Bosskär är öar i Finland. De ligger i Skärgårdshavet och i kommunen Kimitoön i landskapet Egentliga Finland, i den sydvästra delen av landet. Öarna ligger omkring 70 kilometer söder om Åbo och omkring 160 kilometer väster om Helsingfors.
Arean för den av öarna koordinaterna pekar på är 2,1 hektar och dess största längd är 210 meter i öst-västlig riktning. Det finns inga samhällen i närheten.